# Сюмер, Озкан
Озкан Сюмер (тур. Özkan Sümer; 20 ноября 1940, Трабзон — 22 декабря 2020, Трабзон) — турецкий футболист, защитник, тренер.

## Биография
Озкан Сюмер родился 20 января 1937 года в турецком городе Трабзон.
Начал карьеру в «Трабзонспоре», выступал на позиции защитника. Затем играл за «Карабюкспор» и «Себат Генчлик», однако в 1967 году вернулся в «Трабзонспор», в составе которого в 1970 году завершил игровую карьеру.
Отличался высоким ростом и жёсткой игрой, за что получил прозвище Deve («Верблюд»).
После окончания карьеры работал инструктором Федерации футбола Турции, затем работал в «Трабзонспоре», где тренировал молодёжные и любительские команды. В 1978 году начал тренировать главную команду «Трабзонспора», которую привёл к золотым медалям чемпионата Турции в 1979 и 1981 году.
В 1981 году Сюмер был назначен главным тренером сборной Турции, но провёл с ней только два матча и оба проиграл. В частности, 25 марта 1981 года турки в отборочном матче чемпионата мира проиграли дома сборной Уэльса (0:1).
После этого опять тренировал на клубном уровне: работал с «Галатасараем» (1982—1983), «Трабзонспором» (1984—1985, 1990—1991, 1997—1998), «Денизлиспором» (1985—1986), «Самсунспором» (1991—1992), «Петрол Офиси» (1992—1993), «Мобелласпором» (2000). В 2001—2003 годах был президентом «Трабзонспора».
С 2006 года вновь работал в структуре «Трабзонспора» региональным координатором. В 2007 году вместе с футболисткой Зелихой Шимшек за полтора месяца до старта нового сезона основал в клубе женскую команду, которая уже в 2009-м выиграла чемпионат Турции.

## Достижения

### В качестве тренера
Трабзонспор
- Чемпион Турции (2): 1979, 1981.